# Javier Gómez Bermúdez
Salvador Francisco Javier Gómez Bermúdez (Álora, Málaga, 1962) es un magistrado español, expresidente de la Sala de lo Penal de la Audiencia Nacional que trata los temas de terrorismo.
Desde 2017 es juez en excedencia y ejerce como abogado en el bufete Ramón y Cajal.

## Biografía
Nacido el 3 de agosto de 1962 en Álora (Málaga, España). De familia de juristas, es Licenciado en Derecho por la Facultad de Derecho de Granada en 1984 y se convirtió en juez con tan solo 25 años, el 30 de septiembre de 1987, siendo su primera sede como juez la del pueblo malagueño de Torrox. Fue nombrado magistrado en octubre de 1989. Es miembro de la Asociación Profesional de la Magistratura (APM). En la jurisdicción penal ha desempeñado todos los destinos posibles, a excepción de la Sala Segunda del Tribunal Supremo. Ha sido también profesor de la Universidad Europea de Madrid.
El nombramiento de Gómez Bermúdez como presidente de la Sala de lo Penal de la Audiencia Nacional estuvo en vilo durante varios años. Desde su primera designación, el 21 de julio de 2004, el Tribunal Supremo revisó el proceso de selección en cuatro ocasiones, anulándolo en las dos primeras. Bermúdez, sin embargo, consiguió mantenerse en el cargo gracias al apoyo incondicional de la mayoría conservadora del Poder Judicial.
El 22 de febrero de 2012 es sustituido por Fernando Grande-Marlaska como Presidente de la Sala Penal de la Audiencia. Desde mayo de ese año es titular del Juzgado Central de Instrucción Número 3 de la misma Audiencia Nacional.
Se casó en segundas nupcias con la periodista Elisa Beni en 2001. Beni fue directora de Comunicación del Tribunal Superior de Justicia de Madrid y, en noviembre de 2007, publicó La soledad del juzgador, editado por la Editorial Planeta dentro de la colección Temas de Hoy. Tras dicha publicación, fue cesada de su cargo «por pérdida de confianza». En octubre de 2013 se anunció su separación.

## Papel en la batalla contra el terrorismo en España
Gómez Bermúdez tiene una dilatada experiencia en temas de terrorismo:
- Fue miembro de los Tribunales de enjuiciamiento (1999-2004) y ponente en procesos a la cúpula de ETA detenida en Bidart (Francia); a los comandos de Andalucía, Barcelona, Vizcaya; al colectivo "Artapalo". Ha participado en casos de gran repercusión como el asesinato de Miguel Ángel Blanco por ETA.

- Fue ponente de las resoluciones de la apelación contra los procesamientos de Segi-Jarrai; Gestoras Pro Amnistía-Askatasuna; la suspensión de actividades del entorno de ETA; la trama financiera de ETA; la extorsión a empresarios por ETA, y en juicios y apelaciones de miembros del GRAPO y GIA (Grupo Islámico Armado).

- Además, tiene experiencia en terrorismo juvenil por su labor en el Juzgado Central de Menores y en el tratamiento penitenciario de presos terroristas y del crimen organizado como Juez Central de Vigilancia Penitenciaria, y sentó las líneas jurídicas sobre terrorismo/vandalismo urbano y tratamiento penitenciario del crimen organizado terrorista.

- En 2005 el Colectivo de Víctimas del Terrorismo en el País Vasco le concedió el IV Premio Internacional COVITE a la actuación en favor del recuerdo y apoyo a las víctimas.[9]

## Actuación en relación con el juicio de los atentados del 11 de marzo de 2004
En 2007 presidió el juicio de los atentados del 11 de marzo de 2004 que, en la provincia de Madrid, costaron la vida a 192 personas.

## Actuación en relación con las falsas identificaciones del Accidente del Yak-42
En 2009 presidió el juicio de las falsas identificaciones del Accidente del Yak-42, la mayor tragedia del Ejército español en tiempos de paz, en la que 62 militares fallecen a su regreso de Afganistán, el 26 de mayo de 2003.

## Referencia en los cables de la Embajada de Estados Unidos filtradas por Wikileaks
El juez Gómez Bermúdez aparece citado en uno de los cables entre la embajada estadounidense en Madrid y el Departamento de Estado de los Estados Unidos. Según el cable, el juez Javier Gómez Bermúdez se puso personalmente en contacto con la Embajada -previamente a la resolución oficial- para informar de su posición contraria al encausamiento de los tres militares estadounidenses implicados en la muerte del cámara José Couso, durante la Guerra de Irak, la revocación de sus órdenes de captura por Interpol, y de que no cabía apelación posible por parte de la familia de José Couso. Esta filtración también fue notificada de forma independiente por el Fiscal Jefe de la Audiencia Nacional Javier Zaragoza.
Debido a estos hechos, la asociación de abogados Preeminencia del Derecho presentó una denuncia ante el Servicio de Inspección del CGPJ, que días más tarde acabaría archivándola.
| Predecesor: Siro García | Presidente de la Sala de lo Penal de la Audiencia Nacional 2004-2012 | Sucesor: Fernando Grande-Marlaska |